# Гейнс (Північна Дакота)
Гейнс (англ. Haynes) — місто (англ. city) в США, в окрузі Адамс штату Північна Дакота. Населення — 15 осіб (2020).

## Географія
Гейнс розташований за координатами 45°58′26″ пн. ш. 102°28′16″ зх. д. / 45.97389° пн. ш. 102.47111° зх. д. (45.973911, -102.471008).  За даними Бюро перепису населення США в 2010 році місто мало площу 0,35 км², уся площа — суходіл.

## Демографія
Згідно з переписом 2010 року, у місті мешкали 23 особи в 13 домогосподарствах у складі 6 родин. Густота населення становила 66 осіб/км².  Було 16 помешкань (46/км²).
Расовий склад населення:
| - 78,3 % — білих - 21,7 % — корінних американців |

До двох чи більше рас належало 0,0 %. Частка іспаномовних становила 0,0 % від усіх жителів.
За віковим діапазоном населення розподілялося таким чином: 13,0 % — особи молодші 18 років, 47,9 % — особи у віці 18—64 років, 39,1 % — особи у віці 65 років та старші. Медіана віку мешканця становила 55,3 року. На 100 осіб жіночої статі у місті припадало 109,1 чоловіків;  на 100 жінок у віці від 18 років та старших — 81,8 чоловіків також старших 18 років.
Цивільне працевлаштоване населення становило 11 осіб. Основні галузі зайнятості: роздрібна торгівля — 36,4 %, освіта, охорона здоров'я та соціальна допомога — 36,4 %, сільське господарство, лісництво, риболовля — 18,2 %, транспорт — 9,1 %.